# Pieternella Ketel
Pieternella Ariaantje (Nellie) Ketel (Moordrecht, 9 augustus 1890 – 7 juli 1974) was een Nederlands juriste en verzetsstrijdster tijdens de Tweede Wereldoorlog.

## Biografie
Ketel behaalde in 1910 haar eindexamen gymnasium Alfa aan het openbaar gymnasium in Gouda. In 1911 behaalde ze in Utrecht haar kandidaatsexamen rechten. In december 1916 promoveerde zij in Utrecht op stellingen. Haar stelling dat dienstweigering uit beginsel volgens het Wetboek van strafrecht niet strafbaar is, leverde kritiek van een hoogleraar op.
In 1938 werd ze voorzitter van het Utrechtse comité voor de organisatie van de Vrouwen Vredesgang. In 1939 leidde ze namens de Vrouwen Vredesgang een deputatie naar de regering en overhandigde ze het adres waarin een oproep werd gedaan tot het bijeenroepen van een wereldconferentie.
Tijdens de Tweede Wereldoorlog was ze lid van een protestantse verzetsgroep in Utrecht. In de kelder van haar huis richtte ze een werkplaats in voor het vervalsen van identiteitskaarten. In 1942 schonk ze Ger Kempe van het Utrechts Kindercomité 1600 gulden voor het dekken van de onkosten van de verborgen Joodse kinderen. Ook zocht ze onderduikadressen en bood zelf onderdak aan Joden.
Ze was ruim 22 jaar werkzaam als algemeen administratrice van de Hervormde Gemeente en Burgerscholen van de Nederlands Hervormde Gemeente. Bij haar afscheid, in 1949, werd ze geroemd voor haar verdiensten voor het christelijk onderwijs. Vooral in de bezettingstijd had zij de belangen daarvan met gevaar voor eigen leven verdedigd.
Ketel overleed in juli 1974. Ze werd begraven in een familiegraf op begraafplaats Soestbergen in Utrecht.

## Eerbetoon
In 1977 kreeg ze postuum de onderscheiding Rechtvaardige onder de Volkeren.